# MSC Divina
O MSC Divina é um navio de cruzeiro operado pela MSC Crociere. A embarcação foi construída de 2010 a 2012, sendo originalmente nomeada como MSC Fantastica. A MSC renomeou-a quando sua construção estava prestes a ser concluída para homenagear a atriz Sophia Loren.
O Divina é o terceiro dos quatro navios de cruzeiro da Classe Fantasia, sendo construído após o MSC Splendida e MSC Fantasia, seguido pelo MSC Preziosa. O Divina e o Preziosa são maiores que os navios anteriores da classe. Ele é o décimo segundo navio da frota da MSC e é a maior embarcação junto com o Preziosa, com uma arqueação de 139.400 toneladas. São acomodados 3.502 passageiros em 1.539 camarotes, com um complemento de 1.388 tripulantes. Ele entrou em serviço em maio de 2012 e opera cruzeiros no Caribe e Mediterrâneo.

## Desenvolvimento
Em julho de 2010, a MSC Crociere anunciou a construção de um novo navio da Classe Fantasia nomeado como MSC Fantastica. O MSC Fantastica baseou-se em grande parte nos dois navios anteriores da classe, mas aumentou sua arqueação de 137.936 para 139.400 toneladas, além de conter 100 cabines adicionais, instalações e sistemas mecânicos e elétricos mais eficientes. O número de passageiros aumentou para 3.502, com o complemento de tripulação aumentando para 1.388. A embarcação tem um total de 1.539 cabines de passageiros. As principais dimensões do navio permaneceram as mesmas dos dois navios anteriores, com o comprimento sendo 333,33 metros e o calado permanecendo o mesmo em 8,45 metros.
Os arquitetos navais italianos De Jorio Design International projetaram o navio e as áreas do interior, com a construção sendo realizada nos estaleiros da STX Europe em Saint-Nazaire, na França. Quando estava prestes a ser concluído, a MSC Crociere anunciou que o Fantastica seria renomeado como MSC Divina para homenagear a atriz italiana Sophia Loren. A Sra. Loren havia mencionado ao presidente da MSC Crociere, Gianluigi Aponte, seu desejo de ter um navio com seu nome; o Sr. Aponte aprovou e renomeou a embarcação.

## Lançamento
O navio foi entregue à MSC Crociere no dia 19 de maio de 2012 em Marselha, na França, com seu batismo sendo realizado pela Sra. Loren em 26 de maio de 2012. O navio embarcou em seu primeiro cruzeiro no dia seguinte.
A viagem inaugural foi recebida com protestos quando o navio entrou em Veneza. A Sra. Loren recebeu cartas alegando que a poluição do ar foi criada pelo navio e que as vibrações criadas por seus motores poderiam danificar edifícios históricos.

## Especificações e comodidades
O navio tem 333 m de comprimento e transporta até 3.502 passageiros, com um complemento de 1.388 tripulantes. Ele possui 13 conveses para passageiros, que contêm 1.134 cabines externas e 405 cabines internas. Sua velocidade é cotada a 23 nós (43 km/h; 26 mph).
A embarcação tem no total 13 conveses e 1.539 cabines. 80% dos quartos têm vista para o mar, com 95% das cabines com vista para o mar e varanda. Todos os quartos estão equipados com uma cama de casal com fácil conversão em duas camas de solteiro. As comodidades padrão incluem televisão interativa, mini-bar, cofre e ar condicionado.
As instalações públicas incluem sete restaurantes, 20 bares, quatro piscinas, uma pista de boliche e um ginásio. Um spa está localizado no convés 14. O teatro acomoda 1.600 convidados. A arena esportiva oferece esportes como basquete, vôlei, tênis e uma pista de corrida de 235 m. A área de recreação temática dos Smurfs está localizada no convés 15, em uma área exclusiva para crianças.

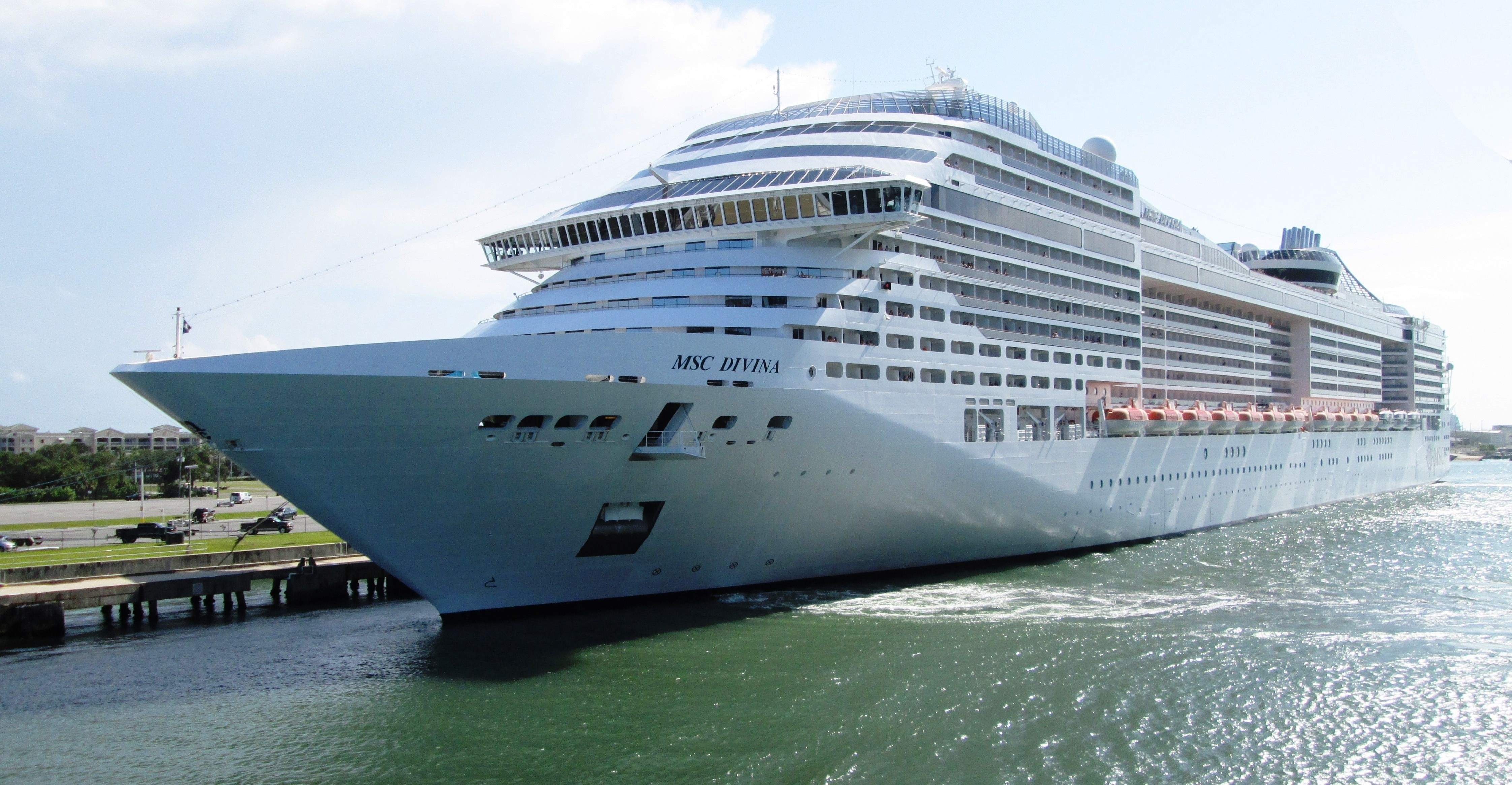
O MSC Divina na doca em Porto Canaveral, Flórida, em 2016

O sistema de propulsão do navio é a diesel-elétrico, alimentado por cinco motores a diesel Wärtsilä. Os motores produzem baixas emissões de NOx, usando combustível com baixo teor de enxofre. Os motores viram alternadores produzindo eletricidade. A propulsão é feita por dois motores elétricos GE Energy Power Conversion, cada um com 21,850 kW a 138 rpm. A redundância é fornecida com dois motores elétricos totalmente independentes, cada um transformando uma hélice em eixos propulsores convencionais. As duas hélices são totalmente independentes, garantindo propulsão caso uma delas falhar. Cada hélice é controlada individualmente e rapidamente, para facilitar a manobrabilidade do navio junto com os quatro propulsores de proa. A necessidade de rebocadores nos muitos portos de escala é grandemente reduzida. Dois dos cinco motores têm 16 cilindros, cada um com uma potência de 16.800 kW, com os três motores restantes contendo 12 cilindros, cada um produzindo 12.600 kW. A potência total gerada é de 71.400 kW a 514 rpm.
A economia de energia a partir de tecnologia inovadora foi introduzida de forma significativa, reduzindo a produção de gases de efeito estufa. Um sistema simples desliga automaticamente toda a energia usando dispositivos nas cabines, como a luz principal, a luz do banheiro, as tomadas e os secadores de cabelo sempre que a cabine estiver vazia. Um sistema de monitoramento de cabine regula o ar condicionado em todas as cabines, permitindo que os hóspedes definam sua própria temperatura de cabine. O controle de ar condicionado centralizado é substituído pelo controle de cabine local, reduzindo significativamente o desperdício de energia.
Uma dessalinização de água do mar produz toda a água doce necessária a bordo usando dois evaporadores e duas plantas de osmose reversa. Os evaporadores altamente eficientes são completamente livres de poluição, usando um sistema de recuperação de calor como fonte de energia.

## Itinerários
De 27 de maio a 2 de junho de 2012, o MSC Divina cruzou o Mediterrâneo cobrindo Civitavecchia, Messina e Valeta. Em novembro, ele cruzou a parte leste do Mediterrâneo, cobrindo Kotor, Marmaris e Valeta. Ele pulou Pireu e Heraclião, na Grécia, por conta de uma greve e ventos fortes, respectivamente. O navio então forneceu cruzeiros com paradas na Itália, Espanha, Ilhas Canárias, Portugal e Marrocos.
No outono de 2013, ele foi transferido para Miami, na Flórida, tornando-se a primeira embarcação da MSC a atender o mercado norte-americano, fornecendo cruzeiros para o Caribe durante todo o ano.
A lista a seguir apresenta os itinerários do MSC Divina:
| Datas                            | Região                 | Duração de ida e volta | Portos visitados | Notas                                                     |
| -------------------------------- | ---------------------- | ---------------------- | --- | --------------------------------------------------------- |
| Junho – Novembro de 2012         | Mediterrâneo Oriental  | 7 noites               | Veneza, Itália Bari, Itália Katakolon, Grécia Esmirna, Turquia Istambul, Turquia Dubrovnik, Croácia                                                                                              | –                                                         |
| Novembro de 2012 – Março de 2013 | Mediterrâneo Ocidental | 11 noites              | Civitavecchia, Roma, Itália Génova, Itália Barcelona, Espanha Casablanca, Morrocos Santa Cruz De Tenerife, Espanha Funchal, Portugal Málaga, Espanha                                             | –                                                         |
| Março – Outubro de 2013          | Mediterrâneo Oriental  | 7 noites               | Bari, Itália Katakolon, Grécia Esmirna, Turquia Istambul, Turquia Dubrovnik, Croácia Veneza, Itália                                                                                              | O MSC Preziosa atenderá a área do Mediterrâneo Ocidental. |
| Novembro de 2013 -               | Caribe                 | 7 noites, 14 noites    | Miami, Flórida Falmouth, Jamaica Grande Caimão, Ilhas Cayman Cozumel, México Great Stirrup Cay, Bahamas Miami, Flórida Philipsburg, São Martinho San Juan, Porto Rico Great Stirrup Cay, Bahamas | –                                                         |

## Incidentes
Na tarde de 18 de junho de 2014, um passageiro mexicano chamado Jorge Alberto López Amores pulou no mar após beber álcool por dois dias consecutivos. Momentos após o homem cair, o MSC Divina parou, com o capitão instruindo uma busca por Amores. Depois de várias horas a busca foi abandonada, sem encontrar qualquer vestígio do passageiro. O MSC Divina retomou seu percurso, com a busca sendo retomada pela Autoridade Marítima Brasileira. Depois de várias tentativas, sem sucesso, de encontrar Amores, a busca foi abandonada. Raciel López Salazar, procurador geral do estado mexicano de Chiapas, é o pai de Jorge Alberto.
Em 22 de março de 2017, Sib Hashian, ex-baterista da banda Boston, desmaiou e morreu durante uma apresentação no navio, em um cruzeiro batizado de Legends of Rock Cruise.